# PearPC
PearPC はアーキテクチャ独立なPowerPCプラットフォームエミュレータであり、macOS、Darwin、Linuxといった各種PowerPC向けオペレーティングシステム (OS) を実行可能である。GPLでライセンスされている。Windows、Linux、FreeBSDなど、POSIXとX11をベースとしたシステム上で動作可能。最初の公式リリースは2004年5月10日。
このエミュレータは、PowerPCコードをx86コードに動的に変換するジャストインタイム (JIT) プロセッサエミュレーション・コアを中心とし、変換結果のキャッシュを備えている。x86アーキテクチャでしか動作できないが、アーキテクチャ独立な汎用プロセッサエミュレーション・コアよりも30倍以上の性能で動作する。しかし、ネイティブコードとして実行した場合の15倍の時間がかかる。
ビルドを行っているPearPCサイトでは、PowerPC G4プロセッサのAltiVecサポートを行っている。グラフィックスカードのアクセラレーションのサポートも進行中で、それによってmacOSのQuartz Extremeの性能が向上することが期待されている。

## 問題点
最新版は2011年7月13日にリリースされたPearPC 0.5.0である。ほとんどのアプリケーションをエミュレータ上で実行できるが、以下のような部分が未実装である。
- サウンド機能エミュレーション
- G5エミュレーション
- .dmgサポート（現在は .dmgイメージをISO 9660イメージに変換する必要がある）

なお、上記の問題点、及びその他の新たな機能など、SorceForge上に存在する最新のソースコードでは対応している。
ただ、前述のようにPearPC 0.5.0を最後に手軽に利用できるバイナリ（実行ファイル）でのリリースは行われていないため、各自でビルドする必要がある。
2005年6月6日、AppleCEOスティーブ・ジョブズは、PowerPCからx86へのアーキテクチャの切り替えを発表した。この切り替えは2006年8月に完了した。この間、PearPCプロジェクトの今後が大いに話題になった。macOSがネイティブでx86プラットフォームで動作するなら、PearPCはVMwareなど他の仮想化製品に置き換え可能と思われるためである。

## フロントエンド
PearPC自体にはGUIがない。以前は 'Change CD' ボタンがあったが、正しく動作しないため除去された。しかし、フロントエンドもいくつか開発されている。PearGUIはmacOSアプリケーションに似た見た目だが、最新版のPearPCでは動作できない。PearPCCP (PearPC Control Panel) はPearPC 0.3以降で動作する。PearGUIは機能が不完全で、特に 'Create Disk Image' 機能が不完全なのが致命的だが、GUIとしては評判がよかった。PearPCCPは機能が豊富だが、GUIとしては見劣りし、バグも散見される。PearPC.netというサイトでは独自にJavaベースのAPEというフロントエンドをリリースしている。

## CherryOS 騒動
PearPCリリースから5カ月以内に、別のPowerPCエミュレータCherryOSがPearPCより高機能で高性能であるとして登場した。しかし、その発表から数時間後、多くの専門家からCherryOSはPearPCを再パッケージしただけのものではないのかという疑問が提示された。CherryOSは2005年3月に商用製品として再リリースされた。多くの専門家は、このバージョンもPearPCプロジェクトのコード（一部または全部）を使っていると指摘した。また、Mac OS Xをx86アーキテクチャで動作させる製品を販売することの合法性も問題とされた。なぜなら、アップルの利用許諾契約書では、OSはアップル製コンピュータ上でのみ動作することを許諾されているためである。その後様々な批判や指摘を受け、CherryOSは販売中止となった。

## 参照
1. ↑  PearPC - About